# Bullenkuhle (Moor)
Die Bullenkuhle ist ein überwiegend vermoorter Kleinsee im äußersten Norden des niedersächsischen Landkreises Gifhorn in Deutschland.
Das eigenartige Biotop und Geotop hat sich in einer natürlichen Geländehohlform gebildet, die als Erdfall zu bezeichnen ist. Das Areal steht unter Naturschutz.

## Lage, Naturraum
Die Bullenkuhle liegt etwa 15 Kilometer südlich der Stadt Uelzen und gut einen Kilometer westlich des Dorfes Bokel (Gemeinde Sprakensehl) am Rand eines großen Kiefernwaldkomplexes auf einer Höhe von 97 m ü. NHN. In unmittelbarer Nähe entspringt ein zunächst als „Bokeler Bach“ bezeichnetes Fließgewässer, das im weiteren Verlauf zur „Aue“, ab Stederdorf zur Stederau und schließlich, nach der Vereinigung mit der Gerdau, zum Elbe-Nebenfluss Ilmenau wird. Naturräumlich gehört der Bereich zu einem Südostausläufer der Hohen Heide, die wiederum ein zentraler Teil der Naturraum-Haupteinheit Lüneburger Heide ist. Diese aus End- und Grundmoränen sowie periglazialen Flugsanden bestehende Landschaft wurde geomorphologisch besonders durch die Eisrandlagen während späterer Phasen der Saaleeiszeit geformt, namentlich im sogenannten Drenthe II-Stadium sowie beim abschließenden Warthe-stadialen Gletschervorstoß. Die welligen Höhenrücken der Endmoränen sind in den Kuppenlagen auf überwiegend sandigen Böden meist mit Kiefernwald aufgeforstet; die Grundmoränen werden landwirtschaftlich genutzt. Eine für die Lüneburger Heide als typisch angenommene offene Heidelandschaft – die allerdings anthropogen durch Holzraubbau, Abbrennen, Plaggenabtrag und Beweidung entstanden war – ist im näheren Umfeld der Bullenkuhle heute nur noch in Fragmenten erhalten. Das Großklima der Lüneburger Heide ist subatlantisch geprägt.

## Entstehung des Erdfalls
In Norddeutschland gibt es zahlreiche Salzstöcke im Untergrund – Überbleibsel des „Zechsteinmeeres“ aus dem Erdzeitalter des Perm, die später tektonisch umgelagert und verformt wurden. Bei Kontakt des Steinsalzes mit Grundwasser kommt es zu Ablaugungserscheinungen; es wird Salz im Wasser gelöst und abtransportiert. Dies kann zur Folge haben, dass sich große Hohlräume bilden, die schließlich das darüber anstehende Deckgebirge zum Einsturz bringen. Teilweise setzt sich ein solcher in einigen hundert Metern Tiefe stattfindender Einbruch bis zur Erdoberfläche fort. Dort entstehen dann markante, oft steilwandige und tiefgründige Hohlformen, die „Erdfall“ genannt werden. Manche dieser Trichter bleiben trocken, in anderen entwickelt sich ein Gewässer, das später vermooren kann. Erdfälle sind geologisch oft ausgesprochen jung; sie sind nicht selten nur einige tausend Jahre alt, manche Einbrüche liegen sogar erst wenige hundert Jahre zurück.
Es gibt diverse Beispiele für Erdfallseen und -moore in Norddeutschland, darunter recht große Gewässer wie den Arendsee und das Zwischenahner Meer – beide über 500 Hektar groß – den Seeburger See, das Sager Meer im Landkreis Oldenburg, den Rudower See im Landkreis Prignitz oder die Moore Grundloses im Landkreis Heidekreis und Maujahn im Landkreis Lüchow-Dannenberg. In diese Reihe gehört auch die „Bullenkuhle“, die allerdings wesentlich kleiner ist. Dieser Erdfall hat einen Durchmesser von circa 100 Metern und erreicht eine Tiefe von 15 Metern. Zum genauen Entstehungszeitpunkt der Bullenkuhle liegen keine Information vor; hierzu wäre eine moorstratigraphische und pollenanalytische Untersuchung des vertikalen Erdfallprofils notwendig (vgl. Maujahn-Moor).

## Beschreibung

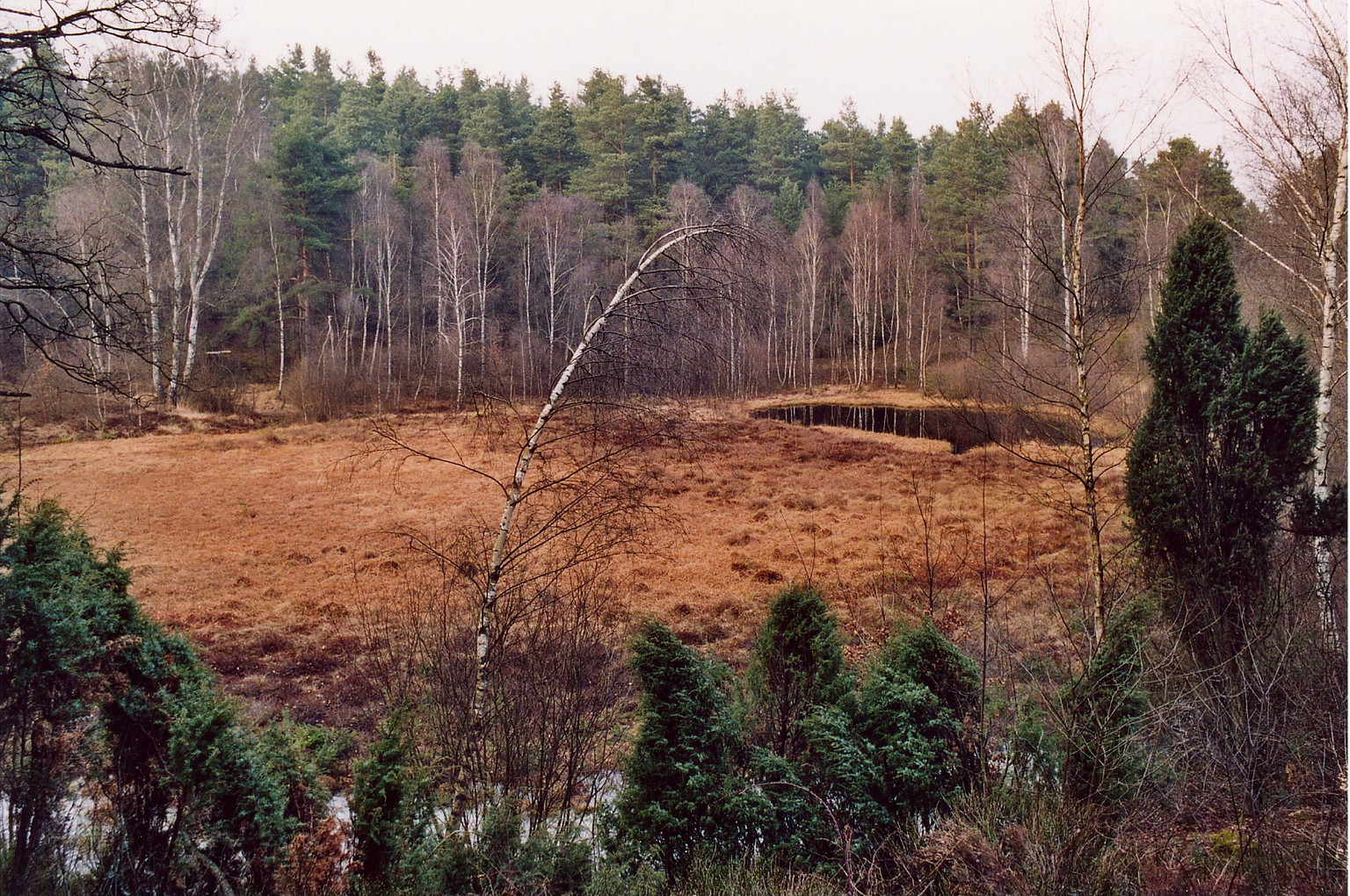
Die Bullenkuhle im Vorfrühling

Dem Besucher eröffnet sich eine kesselartige Geländestruktur mit teilweise steilen Hangneigungen (ca. 30 bis 60°). Am Fuß der Böschungen aus Geschiebesand erstreckt sich auf einer Fläche von etwa 0,4 Hektar ein Moor, das sich bei näherer Betrachtung als ein Schwimm- oder Schwingrasen herausstellt, unter dem sich vermutlich kein homogener Torfkörper, sondern zumindest teilweise ein freier Wasserkörper befindet. Der Schwingrasen bedeckt heute fast 90 Prozent des Gewässers bzw. Moores; nur im Nordosten ist ein noch etwa 400 m² großer, mehrere Meter tiefer Weiher, ein sogenannter Moorkolk, offen geblieben. Das Gewässer ist mit einer elektrolytischen Leitfähigkeit von 24 µS/cm ausgeprägt oligotroph, huminstoffreich und mit einem pH-Wert von 5,0 mäßig sauer. Darin wachsen moortypische Pflanzen wie Torfmoose, Wasserschlauch und die seltene Glänzende Seerose (Nymphaea candida). Der in den Kolk vordringende Schwingrasen besteht neben Torfmoosen vor allem aus Scheidigem Wollgras, Glocken-, Besen- und Krähenbeerheide; auch Weißes Schnabelried sowie Gewöhnliche Moosbeere kommen vor. Die weitgehend gehölzfreie Fläche ist als flaches bis kaum gewölbtes Zwischenmoor zu charakterisieren. An der Peripherie hat sich ein ringartiger Randsumpf gebildet, der durch von den Hängen zulaufendes Niederschlagswasser geringfügig besser nährstoffversorgt ist als das Zentrum des Moores. Hier gedeiht vor allem Ried der Schnabel-Segge.
Die Böschungen des Geländetrichters werden von Zwergstrauchgesellschaften aus Besenheide, Blaubeere, und Preiselbeere, von Pfeifengrasbeständen und von Gehölzen eingenommen. Unter diesen sind einige sehr große und alte Wacholderbüsche bzw. -bäume besonders landschaftsprägend. Daneben sind vor allem Birken, Faulbaumgebüsche und Waldkiefern zu nennen. Auch die Tierwelt ist teilweise spezialisiert auf Moorbiotope. Beachtlich ist unter anderem das Vorkommen von bis zu acht Amphibienarten sowie der Kreuzotter.

## Die Sage der Bullenkuhle
„An Stelle dieser Kuhle stand früher ein Bauernhof, dessen Besitzer ein leidenschaftlicher Jäger war. Wochenlang war der Jägersmann schon hinter einem kapitalen Hirsch her, um ihn zur Strecke zu bringen. Tag und Nacht war er auf der Pirsch und kümmerte sich kaum noch um seinen Hof.
Eines Morgens, als der Jäger mit seiner Familie und seinem Hofgesinde zu Tische saß, sagte er zum Entsetzen der Familie: ‚Wenn ick hüte keinen Hirsch scheite, schal min Hus un Hoff unnergahn!‘ Als er am Abend ohne Jagdbeute heimkehrte, erfüllte sich sein Fluch. Der Hof mit allem Gesinde und allen Tieren versank; nur ein schwarzer Moorteich deutet heute auf die Stelle hin, an welcher der Hof gestanden hatte.
Sein Deckbulle aber, der am Nachmittag ausgebrochen war, entging dem Unglück. Von nun an geisterte der Bulle in Bokel umher und verschwand des Abends in der Bullenkuhle.
Eines Tages hetzte der alte Schäfer Marten Heitzken seine Hunde auf den Bullen. Der aber griff den Schäfer an. In Todesangst schrie der Schäfer: ‚Josef und Maria helft mir!‘ Wie von Geisterhand hinweggefegt, verschwand der Bulle in der Kuhle und ward nie wieder gesehen. Zum Dank seiner Errettung schnitzte der Schäfer im Jahre 1631 eine eichene Tür für die Bokeler Kapelle, die noch heute Zeuge des damaligen Geschehens ist.“

## Schutz
Wegen seiner Einzigartigkeit als Biotop und Geotop wurde die Bullenkuhle als Naturschutzgebiet ausgewiesen und ist als FFH-Gebiet Bestandteil des europäischen Schutzgebietssystems Natura 2000. Die Schutzfläche umfasst 2,55 Hektar. Das Betreten des trittempfindlichen Schwingrasens ist nicht nur gefährlich, sondern auch verboten. Zur Erhaltung der Moorfläche wird aufkommender Kiefernaufwuchs von Landschaftspflegern gelegentlich entfernt. In einigen Jahrzehnten bis Jahrhunderten dürfte die gesamte Wasserfläche von der Moordecke überwachsen worden sein.